# Posadka (chutor)
Posadka (ros. Посадка) – chutor w zachodniej Rosji, w sielsowiecie salnowskim rejonu chomutowskiego w obwodzie kurskim.

## Geografia
Miejscowość położona jest w pobliżu szosy kijewskiej, 2,5 km od centrum administracyjnego sielsowietu salnowskiego (Salnoje), 7,5 km od centrum administracyjnego rejonu (Chomutowka), 122 km od Kurska.
W granicach miejscowości znajdują się ulica Polewaja (7 posesji).

## Demografia
W 2010 r. miejscowość zamieszkiwało 17 osób.